# Szofoniás könyve
Szofoniás vagy Zofóniás, Szefaniás könyve egy protokanonikus ószövetségi prófétai könyv, a kispróféták sorában a kilencedik.

## A szerző
Szofoniás, a Károlyi-bibliában: Sofóniás, (héber: צְפַנְיָה Zefánjah, Szefanja, Cefanja, jelentése: Jahve elrejt, megvéd) Kr. e. 7. századi héber próféta.
A bevezető sor szerint Jósiás király (Kr. e. 641-610) idejében tevékenykedett a Júdai Királyságban. Valószínűsíthető, hogy Jozija (Jósiás) vallási reformja (Kr. e. 630) előtt tevékenykedett, mert a király ebben az évben már eltávolította a bálványokat.
Náhum és Jeremiás próféta kortársa volt.

## A könyv felépítése
- 1,1 A könyv felirata
- 1,2-2,3 Fenyegető prófétai mondások Júda és Jeruzsálem ellen
- 2,4-7,5 Fenyegető prófétai mondások a pogány nemzetek ellen
- 3,1-8 Fenyegető prófétai mondások Jeruzsálem ellen
- 3,9-20 Üdvösség ígérete a nemzeteknek és Izraelnek

## Tartalma és üzenete
Könyvének két fő témája: Isten ítélete és öröme. Először beszél a pusztulásról, amely Júda népét fenyegeti bálványozása miatt. Az Úr napjáról úgy szól, mint amely a harag, a nyomorúság és az ínség napja lesz. Felszólítja az embereket, hogy tartsanak bűnbánatot, hogy ezáltal megmeneküljenek Istenítéletes haragja elől. Írásában Isten a szomszédos népeket is megítéli a gonoszságuk miatt. Egyetlen ember sem menekül meg az ítélet elől, aki nem bánja meg és hagyja el bűneit.
A próféta részletesen felsorolja Júda és Jeruzsálem vétkeit és Isten haragjának okát: pogány kultikus szokásokat, a szinkretista vallásgyakorlatot. (1,4-6). Mindez még párosul az élet minden területén megtalálható romlottsággal is, mely az egész népet járja át. (1,8-9.10-11; 3,3-4). Az ítélet meghaladja a történelem kereteit, világítélet méretet ölt,, kiterjed a környező népekre (2,4-15), az egész kozmoszra, emberre állatra egyaránt (1,2-3).
Minden fenyegetés ellenére Jahve napja nem a teljes pusztulás, hanem az üdvösség reményét hozza (3,9-20). Isten új népet szeretne teremteni, amely követi őt, A menekülés feltétele a megtérés (2,3). Úgy, amilyen a szegények bizalma, amely Isten erejére és hűségére támaszkodik. A szent maradékot, a megtért és Isten által összegyűjtött emberiséget a Jahvére hagyatkozás bizalma és „szegénység” jellemzi. Minden nép Jahvéhoz tér (2,11; 3,9-10)Izrael maradéka pedig Jahve oltalmát élvezi (3,11)
Szofoniás könyvének teljes szövege: http://hu.wikibooks.org/wiki/Párhuzamos_biblia/Szofonás_könyve%5B%5D